# É Preciso Dar um Jeito, Meu Amigo
"É Preciso Dar um Jeito, Meu Amigo" é uma canção composta pelos músicos brasileiros Roberto Carlos e Erasmo Carlos lançado em 1971 como parte do álbum Carlos, Erasmo. A canção aborda a necessidade de respostas para os crimes cometidos durante a ditadura militar brasileira, incluindo o desaparecimento do deputado Rubens Paiva, cuja história é retratada no filme Ainda Estou Aqui.

## Historia

Erasmo Carlos com Roberto Carlos em 1972

Roberto Carlos declarou que a composição foi inspirando por uma conversar que ele teve com Erasmo sobre a situação política do pais na época. durante uma das discussão, a frase "é preciso dar um jeito" surgiu e se tornou o tema principal da canção.
A parceria entre Roberto e Erasmo Carlos, que começou durante do movimento da Jovem Guarda, resultou em inúmeras composições que deixou um marco na musica brasileira. "É Preciso Dar um Jeito, Meu Amigo" exemplifica como a dupla aborda temas social e políticos nos trabalhos deles.

## Inclusão no filmeAinda Estou Aqui
Em 2024, a canção ganhou atenção renovado depois de ser incluindo na trilha sonora do filme Ainda Estou Aqui, dirigido por Walter Salles. O filme narra a luta de Eunice Paiva durante a ditadura brasileira e estrela Fernanda Torres e Selton Mello. Sua inclusão no filme deu um aumento na popularidade da canção, impulsionando-a para as paradas de streaming no Brasil.
Fernanda Torres, que retratou Eunice Paiva no filme, enfatizou a importância da canção na narrativa do filme, notando como a canção capturou a essência da resistência durante a ditadura.
A colaboração entre Roberto e Erasmo Carlos na canção foi destacada por sua inclusão na trilha sonora no Ainda Estou Aqui, ilustrando o impacto contínuo das composição deles na música brasileira.
Dois anos depois da morte de Erasmo Carlos em 22 de novembro de 2022, a canção reentrou as paradas, atingindo a terceira posição nas Top 50 paradas viral do Spotify e na segunda posição no Shazam. Esse ressurgimento demonstra a relevância contínua da música na cultura brasileira.